# Regis University
La Regis University è un'università privata di indirizzo cattolico con sede a Denver, nello stato americano del Colorado.
Fu fondato nel 1877 a Las Vegas, nel Nuovo Messico, da una comunità di gesuiti italiani in esilio. Su invito del vescovo di Denver, nel 1887 il college fu trasferito a Morrison, in Colorado, e prese il nome di College of the Sacred Heart; nel 1921 mutò il titolo in Regis College, in onore di san Giovanni Francesco Régis. Fu elevato al rango di university nel 1991.